# 裁判上の和解
裁判上の和解（さいばんじょうのわかい）とは、訴訟手続に関連して特別の要件のもとに成立する和解をいう。

## 裁判上の和解の種類
裁判上の和解とは、裁判所が関与する和解のことをいい、訴え提起前の和解（起訴前の和解）と訴訟上の和解（訴訟中の和解）に分かれる。なお、裁判上の和解ではない通常の和解を裁判外の和解（私法上の和解、民法上の和解）という。

### 訴訟上の和解
訴訟上の和解とは訴訟係属中の期日に当事者が互譲し自主的に紛争を解決することをいう。これが調書（和解調書）に記載されたときは確定判決と同一の効力を有する（民事訴訟法267条）。
訴訟上の和解の対象は原則として当事者が自由処分できるものでなければ許されず、公序良俗に反するものであってはならない。
訴え提起前の和解（起訴前の和解）との均衡などから訴訟要件を満たしていなくても訴訟上の和解は成立する。当事者は実在していることを要し、当事者能力や訴訟能力が必要である。

### 訴え提起前の和解
民事上の争いについては、当事者は、請求の趣旨及び原因並びに争いの実情を表示して、相手方の普通裁判籍の所在地を管轄する簡易裁判所に和解の申立てをすることができる（民事訴訟法275条第1項）。民事訴訟法275条による和解を訴え提起前の和解（起訴前の和解）という。

## 裁判上の和解の性質
法的性質に関しては、私法行為説、訴訟行為説、両性説がある。

## 裁判上の和解の効果
裁判上の和解の効果には訴訟法上の行為としての側面（訴訟の終了など）があり、判例は私法上の行為としての側面もあるとする（最判昭和33年6月14日）。
裁判上の和解の既判力の有無に関しては見解が分かれる。判例は制限的既判力肯定説をとる（最判昭和33年6月14日）。